# Hobbs (Novo México)
Hobbs é uma cidade localizada no estado americano de Novo México, no Condado de Lea. É a maior cidade do Condado de Lea.

## Demografia
Segundo o censo americano de 2000, a sua população era de 28.657 habitantes.
Em 2006, foi estimada uma população de 29.292, um aumento de 635 (2.2%).

## Geografia
De acordo com o United States Census Bureau tem uma área de 49,0 km², dos quais 49,0 km² cobertos por terra e 0,0 km² cobertos por água.

## Localidades na vizinhança
O diagrama seguinte representa as localidades num raio de 48 km ao redor de Hobbs.